# Дмитриев-Мамонов, Александр Матвеевич
Граф (1788) Александр Матвеевич Дмитриев-Мамонов (19 [30] сентября 1758, Санкт-Петербург — 29 сентября [11 октября] 1803, Москва) — генерал-адъютант и генерал-поручик, один из фаворитов Екатерины II.

## Биография
Происходил из рода Дмитриевых-Мамоновых. Родился в Санкт-Петербурге 19 (30) сентября 1758 года. Его отец М. В. Мамонов и генерал А. А. Загряжский были женаты на родных сёстрах (Боборыкиных), а Загряжский приходился двоюродным братом матери Г. А. Потёмкина. Благодаря этим связям Александр с детства был записан на службу в Измайловский полк и в 1784 году назначен адъютантом к Потёмкину.
Светлейший князь Потёмкин, заботясь о том, чтобы во время его продолжительных отлучек около государыни находился человек ему преданный и покорный, представил в 1786 году Дмитриева-Мамонова Екатерине, которой он очень понравился своей красивой внешностью и скромностью. В благодарность Александр подарил своему покровителю Потёмкину золотой чайник с надписью Plus unis par le coeur que par le sang («Ближе по сердцу, чем по крови»).
20 июля 1786 году Дмитриев-Мамонов был произведён из капитан-поручика гвардии прямо в полковники и сделан флигель-адъютантом императрицы; в том же году пожалован чином генерал-майора и званием действительного камергера (1787) и получил помещение в Зимнем дворце.
Первое время он не играл видной роли, но в 1787 году Екатерина взяла его с собой в путешествие в Крым, и фаворит стал участвовать в беседах императрицы с разными сановниками и даже присутствовал при её встречах с императором Иосифом II и польским королём Станиславом Августом. В 1787 году он также встречался в Киеве с венесуэльским политическим деятелем Франсиско Миранда.

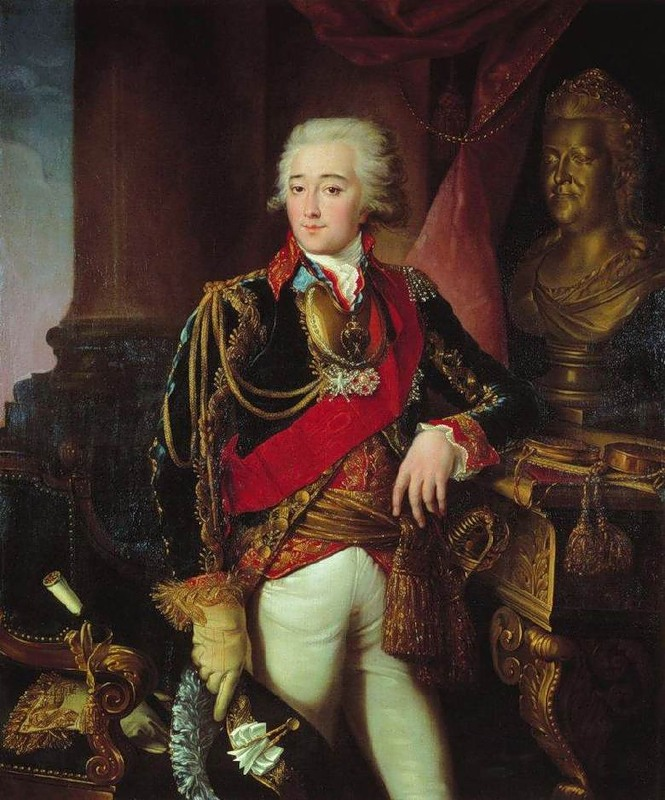
На портрете работы Н. Аргунова

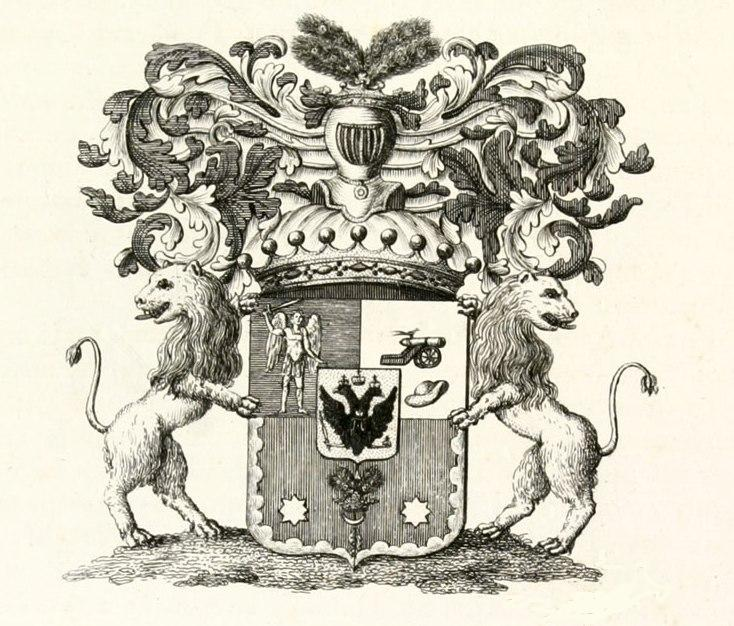
Герб рода графа Российской империи Дмитриева-Мамонова

С этого времени Дмитриев-Мамонов начал принимать некоторое участие в государственных делах. Императрица 4 мая 1788 года назначила его своим генерал-адъютантом, произвела в генерал-поручики, 9 мая того же года исходатайствовала ему графское достоинство Римской империи и, наконец, повелела присутствовать в Совете при Высочайшем Дворе. Александр, попав в фавор к Екатерине II, использовал свои капризы и жалобы на здоровье, чтобы получить подарки и награды от императрицы. Благодаря жалованиям императрицы он стал обладателем одного из крупнейших в России состояний (в числе подарков получил в 1788 году орден Святого Александра Невского с бриллиантами стоимостью 30 тысяч рублей, и бриллиантовые аксельбанты стоимостью около 50 тысяч рублей). Доходы с поместий достигали 63 тысяч рублей в год, а различные выплаты по званиям и должностям превышали 200 тысяч в год.

Положение Дмитриева-Мамонова казалось упроченным; но он неожиданно сам поколебал его, влюбившись во фрейлину княжну Дарью Щербатову. Недоброжелатели фаворита поспешили довести об этом до сведения императрицы; 20 июня 1789 года в «Дневнике» статс-секретаря Храповицкого записано следующее: 

«…перед вечерним выходом сама её величество изволила обручить графа А. М. Мамонова с княжной Щербатовой; они, стоя на коленях, просили прощения и прощены».
Жениху пожаловано 2250 душ крестьян и 100 000 рублей и приказано на другой же день после свадьбы выехать из Петербурга. Вместе с ними уехала фрейлина Шкурина, которая помогала влюбленным.
Поселившись в Москве, Дмитриев-Мамонов сначала был доволен своей судьбой, но через год он решается напомнить о себе Екатерине, пишет ей жалостные письма, просит её возвратить ему прежнюю благосклонность, позволить приехать в Петербург. Ответ императрицы скоро убедил его, что его надежды напрасны. Однако же граф Александр Матвеевич Дмитриев-Мамонов состоял генерал-адъютантом в придворном штате до 1797 года. Легенда о том, что Екатерина из ревности подослала к Щербатовой переодетых в женское платье приставов, которые жестоко высекли её и надругались в присутствии мужа, не соответствует действительности.
Император Павел, к которому Дмитриев-Мамонов во время «фавора» относился почтительно, по восшествии своём на престол возвел его 5 апреля 1797 года в графское достоинство Российской империи, но не вызвал ко двору.
Умер в Москве 29 сентября (11 октября) 1803 года. Похоронен на кладбище Донского монастыря.
Со смертью, в 1863 году, его единственного сына Матвея пресекся род графов Дмитриевых-Мамоновых, дворянская же отрасль существует доныне. Род Дмитриевых-Мамоновых был внесён в V и VI части родословной книги Московской губернии (Гербовник I, 30 и II, 21).
Титул графа Дмитриева-Мамонова, принадлежавший угасшей в 1863 году 3-й линии рода, в 1913 году перешёл к действительному статскому советнику Александру Ипполитовичу Дмитриеву-Мамонову (1847—1915), а после смерти графа к его старшему сыну, коллежскому асессору Василию Александровичу Дмитриеву-Мамонову, который в 1917 году эмигрировал.

## Литературные занятия
|  |

Первоначальное образование получил в пансионе Совере. По воспоминаниям саксонского дипломата Георга Гельбига (нем. Gustav Adolf Wilhelm von Helbig), Александр Дмитриев-Мамонов «был очень умён, проницателен и обладал такими познаниями, что в некоторых научных областях, особенно же во французской и итальянской литературе, его можно было назвать учёным. Он понимал несколько живых языков; на французском же говорил и писал в совершенстве».
Литературная деятельность Дмитриева-Мамонова началась в 1787 году в придворном литературном кружке, куда кроме Екатерины II входили также А. С. Строганов, И. И. Шувалов, Л. фон Кобенцль, Л.-Ф. Сегюр, Ш.-Ж. де Линь и др. Один или два раза в неделю было собрание в Эрмитаже, где разыгрывались спектакли, а иногда бывал и маскарад; туда приглашаемы были люди только известные; всякая церемония была изгнана. Совместно с императрицей Дмитриев-Мамонов участвовал в работе над пьесами «Расстроенная семья осторожками и подозрениями», «Фуфлыга», «Сказка о горе-богатыре Косометовиче». Он составлял пьесы и комедии во вкусе Аристофана, со злой, легко понимаемой остротой и насмешкой.
Любя театр, граф Мамонов много содействовал вниманию императрицы к карьере артистов русской сцены, и, так сказать, самому возвышению звания придворных актёров, на которых Двор и знать того времени смотрели с крайним высокомерием и равнодушием.
Первым его самостоятельным произведением была пьеса «За мухой с обухом» (1788), осмеивавшая ссору между Е. Р. Дашковой и Л. А. Нарышкиным (текст не сохранился). Для Эрмитажного театра Дмитриев-Мамонов написал на французском языке комедию «L’Insouciant» (Беззаботный) в трёх действиях, в прозе. Действие происходит в доме господина Беззаботина. Этот персонаж есть верный портрет одного придворного, человека странного, который своими шутками и забавными сценами в домашних своих обстоятельствах беспрестанно забавлял императрицу и её Двор. Сюжет комедии, с недоброй иронией над Нарышкиным, был подсказан Екатериной II. Пьеса «L’Insouciant» впервые анонимно напечатана в 1789 году в сборнике пьес для Эрмитажного театра; автор был назван в парижском переиздании сборника в 1798 году; впервые на русском языке пьеса была издана в переводе П. А. Пельского в 1802 году.
В Эрмитаже кроме французских разыгрывались пьесы-пословицы русские. Пьеса «За вздор пошлины не платят» была написана Мамоновым, и государыня к ней приделала только концовку.

## Образ в культуре

### В театре
Сатирическая пьеса «Фаворит» (нем. Diе Günstlingе), автор немецкая актриса и драматическая писательница Шарлотта Бирх-Пфейфер, поставлена на берлинской сцене в 1831 году. Главные роли исполняли известные в то время берлинские актрисы — мадам Крейлингер представляла Екатерину, а мадам Гаген княжну Щербатову. После первого представления, на котором присутствовали германские принцессы, правнучки Екатерины II, которую сочинительница пьесы поднимала на смех, русский посланник в Берлине граф Рибопьер добился воспрещения дальнейших постановок этой пьесы. После переработки пьеса получила название «Екатерина II и её двор» (нем.  Katharina II und ihr Hof ) и ставилась на берлинской сцене в 1860-х годах.

### В кинематографе
Исторический мини-сериал «Екатерина. Фавориты» (16 серий, 2023 год, Россия) — четвёртый сезон телесериала «Екатерина». Главную роль императрицы сыграла Марина Александрова, а Дмитриева-Мамонова изобразил Дмитрий Гудочкин (серии 12 и 13).

### В литературе
Перминов П. В. (Стегний). Красный кафтан : Анекдот из времён императрицы Екатерины Алексеевны. — Москва : [б. и.], 1995. — 143 с.

### В искусстве
Портрет А. М. Дмитриева-Мамонова на цветной художественной открытке из комплекта 16 открыток «Николай Аргунов». — Москва : «Изобразительное искусство», 1977.